# Dione (Tochter des Atlas)
Dione (altgriechisch Διώνη Diṓnē) ist in der griechischen Mythologie die Tochter des Atlas und die Gattin des Tantalos, somit die Mutter von Broteas, Pelops und Niobe.